# Ochlandra talbotii
Ochlandra talbotii är en gräsart som beskrevs av Dietrich Brandis. Ochlandra talbotii ingår i släktet Ochlandra och familjen gräs. Inga underarter finns listade i Catalogue of Life.